# 푸에르타 데 알칼라

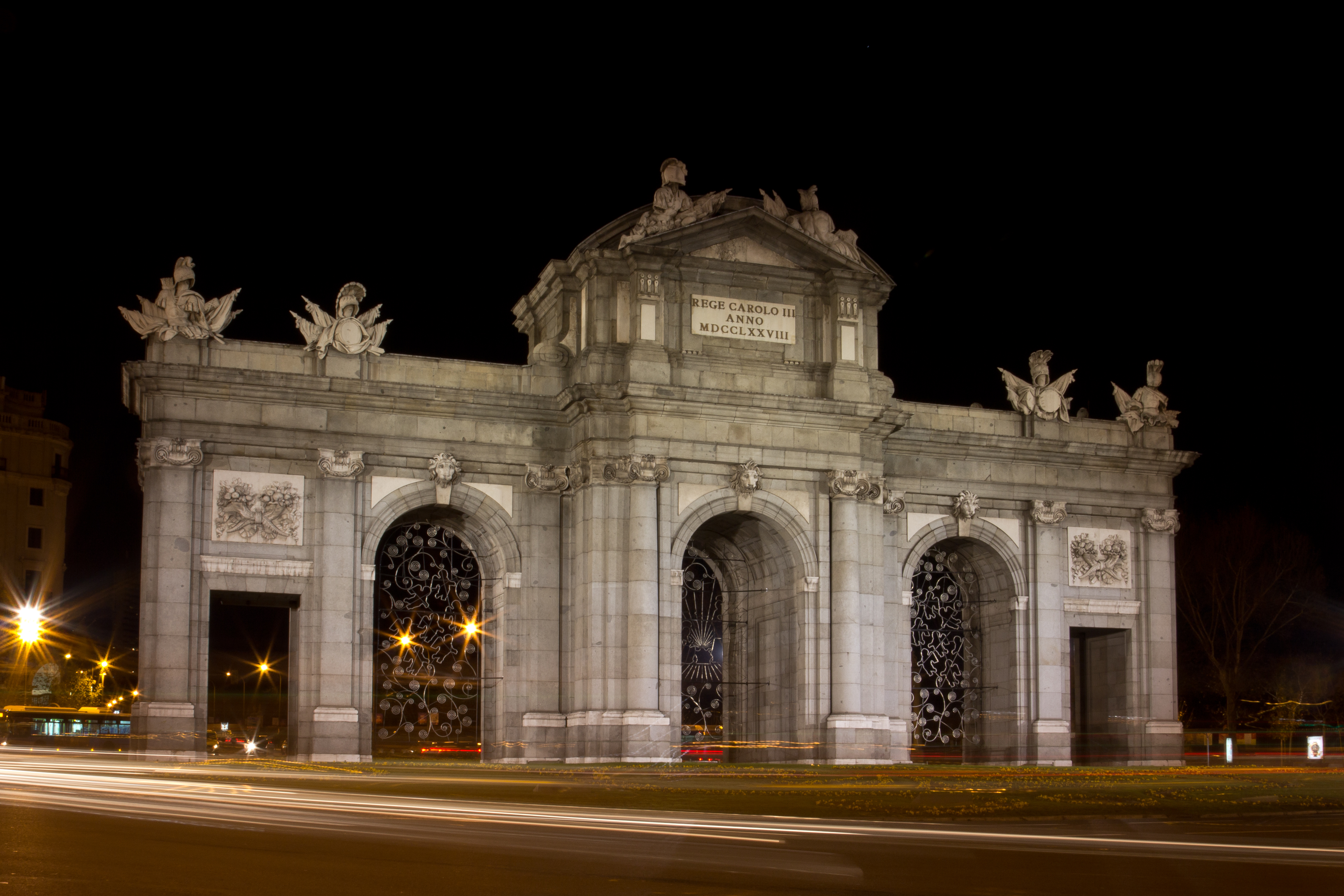
푸에르타 데 알칼라

푸에르타 데 알칼라(스페인어: Puerta de Alcalá→알칼라 문)는 스페인 마드리드 독립광장에 있는 기념문이다. 이 문은 알칼라 거리를 이등분한다.

## 역사
2010년 MTV 유럽 뮤직 어워드 때 30 세컨즈 투 마스, 케이티 페리, 링킨 파크가 100,000명 관객 앞에서 공연을 하였다. 케이티 페리는 "Firework"를 불렀으며, 링킨 파크는 2010년 12월 10일 MTV 계열에서 방영되는 MTV 월드 스테이지 전체 공연을 여기서 촬영하였다.